# محمد عبدالمنصف
محمد عبدالمنصف (عربی: محمد عبد المنصف؛ زادهٔ ۶ فوریهٔ ۱۹۷۷) یک بازیکن فوتبال اهل مصر است.

## باشگاهی
از باشگاه‌هایی که در آن بازی کرده‌است می‌توان به باشگاه ورزشی زمالک اشاره کرد.

## تیم ملی
وی همچنین در تیم ملی فوتبال مصر بازی کرده‌است.